# Visszajátszás (film, 2001)
A Visszajátszás (eredeti címe: Tape) 2001-ben bemutatott amerikai filmdráma, melyet Richard Linklater rendezett. A forgatókönyvet Stephen Belber írta, a Tape című színdarab adaptációjaként. A főbb szerepekben Ethan Hawke, Robert Sean Leonard és Uma Thurman látható. 
Az összesen 100 ezer dolláros költségvetésből készült film további különlegessége, hogy valós időben és egyetlen helyszínen, egy motelszobában játszódik.

## Cselekmény
|  | Alább a cselekmény részletei következnek! |

A történet egy motelszobában játszódik a michigani Lansingben. Vince, a kábítószerkereskedő és önkéntes tűzoltó Oaklandből érkezett a városba, kibérelni egy motelszobát és meglátogatni régi középiskolai barátját.
Vince barátja, a dokumentumfilmes Jon Salter felkeresi őt a motelszobában, és nosztalgiáznak a középiskolai évekről. Kezdetben örülnek a találkozásnak, de a drog- és alkoholfüggő Vince előhozakodik a volt barátnőjével, Amyvel kapcsolatos sérelmével: párkapcsolatuk során soha nem feküdtek le, de miután szakítottak, Jon közösült a lánnyal egy buliban.
Vince állítása szerint Amy azt mondta neki, Jon megerőszakolta. Vince a téma megszállottjává válik, és végül sikerül Jonból kierőszakolnia egy vallomást. Vince egy rejtett diktafonnal felveszi a beszélgetést és a kazettát zsebre téve közli Jonnal, felhívta Amyt és a lány a motelszobába tart. Amy megérkezve elmondja nekik, hogy most ő a helyettes kerületi ügyész a Lansingi Igazságügyi Minisztériumnál. Végül hármasban megbeszélik, mi is történt valójában Jon és Amy között tíz évvel ezelőtt a partin, ahol Jon állítólag molesztálta a lányt.
Jon bocsánatot kért Amytől, amiért tíz évvel korábban erőszakoskodott vele, de Amy azt állítja, minden a beleegyezésével történt. Jon nem tudja, igazat mond a lány vagy csak játszik vele. Amy felhívja a rendőrséget és közli, nagy mennyiségű kábítószer van a helyszínen és szexuális erőszak ügyében is van mondandója. Amy arra biztatja a fiúkat, menjenek el, mert pár perc múlva itt lesznek a rendőrök.
Jon a maradás mellett úgy dönt és megvárja a rendőrséget. Vince rájön, nincs hova mennie, ezért a birtokában lévő kábítószert lehúzza a WC-n s megsemmisíti Jon diktafonnal felvett vallomását is. Nem sokkal ezután Amy bevallja, hogy valójában nem hívta a rendőrséget és távozik.
|  | Itt a vége a cselekmény részletezésének! |

## Szereplők
| Szerep      | Színész             | Magyar hang     |
| ----------- | ------------------- | --------------- |
| Vince       | Ethan Hawke         | Csőre Gábor     |
| Jon Salter  | Robert Sean Leonard | Selmeczi Roland |
| Amy Randall | Uma Thurman         | Für Anikó       |

## Érdekességek
- A filmet nem igazi motelszobában, hanem egy motelszobának megcsinált díszletben forgatták.
- Ethan Hawke és Uma Thurman játszottak a Gattaca című filmben, ahol Hawk karakterét szintén Vincentnek hívták.
- Robert Sean Leonard és Ethan Hawke együtt játszottak a Holt költők társasága című filmben, ahol szintén osztálytársak és barátok voltak.
- A film első három percében nincs párbeszéd.
- A díszlet nem tartalmazott működő WC-t, így amikor Vince a drogokat lehúzza, azt egy másik helységben, egy "igazi" WC helyszínén vették fel.
- Ethan Hawke és Uma Thurman a film készítésekor házasok voltak.

## Fordítás
- Ez a szócikk részben vagy egészben  a   Tape (film) című angol Wikipédia-szócikk fordításán alapul.  Az eredeti cikk szerkesztőit annak laptörténete sorolja fel. Ez a jelzés csupán a megfogalmazás eredetét és a szerzői jogokat jelzi, nem szolgál a cikkben szereplő információk forrásmegjelöléseként.